# Pararugopharynx protemnodontis
Pararugopharynx protemnodontis är en rundmaskart som beskrevs av Mayzoub 1964. Pararugopharynx protemnodontis ingår i släktet Pararugopharynx och familjen Pharyngostrongylidae. Inga underarter finns listade i Catalogue of Life.